# كارابوبو
كارابوبو (بالإنجليزية: Carabobo)‏ هي ولاية في فنزويلا، تتبع فنزويلا، بلغ عدد سكانها 2٬106٬264 نسمة، في 2005، عاصمتها بلنسية، تبلغ مساحتها 4٬650 كيلومتر مربع.

## الموقع
تشترك في الحدود مع:
- ياراكوي
- غواريكو
- كويديس
- ولاية أراغوا.

## أعلام
- ألفارو إسبينوزا
- روبرت ماتشادو
- سيزار ماركانو
- أندريس ماتشادو